# David Robertson
David Robertson (n. 21 martie 1869, Glasgow, Regatul Unit al Marii Britanii și Irlandei – d. 13 septembrie 1937, West Berkshire, Anglia, Regatul Unit) a fost un jucător de rugby în XV ce a reprezentat Regatul Unit al Marii Britanii și al Irlandei de Nord, medaliat olimpic. A participat la o ediție a Jocurilor Olimpice (1900) în care a câștigat o medalie de bronz.

## Participări
Lista de mai jos prezintă principalele competiții la care a participat David Robertson de-a lungul carierei.
- golf at the 1900 Summer Olympics – men's individual[*]